# Tannodia cordifolia
Tannodia cordifolia är en törelväxtart som först beskrevs av Henri Ernest Baillon, och fick sitt nu gällande namn av Henri Ernest Baillon. Tannodia cordifolia ingår i släktet Tannodia och familjen törelväxter. Inga underarter finns listade i Catalogue of Life.